# Слюнін Василь Тихонович
Василь Тихонович Слюнін (22 квітня 1911, місто Хмільник, тепер Вінницької області — 5 квітня 1994, місто Орел, Російська Федерація) — радянський діяч, голова виконавчого комітету Орловської промислової обласної ради, 1-й секретар Орловського міського комітету КПРС. Депутат Верховної ради РРФСР 3-го і 5-го скликань.

## Життєпис
З 1933 року — на комсомольській роботі в Українській РСР. Член ВКП(б).
З 1937 року — завідувач відділу студентської молоді Орловського обласного комітету ВЛКСМ, в Орловському обласному комітеті ВКП(б). 
У 1944—1950 роках — секретар Орловського обласного комітету ВКП(б) з кадрів.
У 1950—1955 роках — заступник голови виконавчого комітету Орловської обласної ради депутатів трудяшщих.
У 1955 — грудні 1962 року — 1-й секретар Орловського міського комітету КПРС.
7 грудня 1962 — 4 січня 1963 року — голова виконавчого комітету Орловської промислової обласної ради депутатів трудяшщих.
Потім — на пенсії. Помер 5 січня 1994 року в місті Орлі.

## Нагороди
- орден Вітчизняної війни І ст.
- орден Вітчизняної війни ІІ ст.
- орден Червоної Зірки
- медалі